# Obiširgrotten
De Obiširgrotten (Kirgizisch: Обишир үңкүрү, ook geschreven Obishir of Obișir) is een groep van zes grotten en archeologische vindplaatsen uit het mesolithicum en neolithicum in Kirgizië,  tussen de dorpen Soh (Oezbekistan) en Ajdarken in de regio Batken, aan de zuidkant van de berg Katyraņ, op de rechteroever van de Obišir, een zijrivier van de Soh. Ze dateren uit het 8e millennium voor Christus.
De site werd in 1966 ontdekt en onderzocht door een onderzoeksteam van de afdeling Paleolithicum van het Instituut voor Geschiedenis en Archeologie van de Academie van wetenschappen van Oezbekistan in Fargʻona, onder leiding van M.R. Kasymov. Recenter onderzoek werd uitgevoerd in 2005 en 2017.
Bij Obišir-1 en Obišir-5 werden opgravingen uitgevoerd.
Obišir-1 is 25,5 m breed en 12 m hoog. In de grot werden stenen klingen, microklingen, boren, priemen, schrabbers en kernen gevonden.
Obišir-5 ligt 200 m ten westen van Obišir-1. Hij is 8 m breed en 10 m hoog. Er zijn 3 opvolgingen van cultuurlagen in de grot.  
De bovenste laag stamt uit de klassieke oudheid en is 1 - 1,20 cm dik. Daarna volgt een 30-40 cm dikke laag, waarin veel stenen werktuigen en dierlijke botten werden gevonden, naast houtskoolresten en sporen van dierlijke mest. De aanwezigheid van mest van herbivoren toont aan dat deze hier niet slechts werden gegeten maar dat de grot als stal gebruikt werd. Dit toont veehouderij en een neolithische levenswijze aan. Op basis hiervan werd een neolithische Obišircultuur voorgesteld. De derde laag dateert uit het mesolithicum en is 3-4 m dik. Stenen werktuigen zijn hier relatief zeldzaam.